# Hofmark
Hofmark is een begrip uit de middeleeuwse rechtsgeschiedenis van het Hertogdom Beieren en Oostenrijk (monarchie van het Huis Habsburg en het Aartssticht Salzburg).
Het begrip dateert uit het midden van de 12e eeuw en duidt een duidelijk begrensd grondgebied aan, waarvan de eigenaar de lagere jurisdictie bezat (deze heeft niet het recht, om recht te spreken in zaken waarvoor de doodstraf kon worden opgelegd; dat was de hoge jurisdictie). Rechtsgrondslag hiervoor was het zogenaamde Ottoonse Handvest de dato 5 juni 1311. Daarin was overeengekomen, dat hertog Otto III van Beieren van de lagere adel een éénmalige belasting mocht heffen; in ruil daarvoor behielden de landeigenaren voor hun territorium de lagere jurisdictie. Tegen een uitspraak van de rechter in een Hofmark kon men bij het Landgericht in hoger beroep gaan.
Er werden open en gesloten Hofmarken onderscheiden. In een open Hofmark konden alleen eigen onderdanen berecht worden, in een gesloten Hofmark kon dat ook bij onderdanen van andere heren, die in de Hofmark een overtreding hadden begaan.
Hofmarken konden zowel in bezit van kerkelijke als van wereldlijke heren zijn. Hun betekenis was, dat lokale heren onafhankelijk van hun hoger geplaatste leenheren in veel zaken recht konden spreken, en zelf herendiensten konden opleggen. In 1818 werden de gesloten Hofmarken omgevormd tot zgn. Patrimonialgerichte. De laatste voorrechten van de Hofmark-bezitters werden in 1848 afgeschaft.
Een Hofmarkschloss is in Beieren de benaming voor een groot, voornaam huis, waar de eigenaar van een Hofmark resideerde.
Vergelijk voor Nederland het begrip: havezate, en voor Vlaanderen het begrip: Laathof (feodaal recht).